# Celldweller
Celldweller é um projeto americano de rock eletrônico do multimúsico Klayton Albert. As canções de Celldweller foram apresentadas em muitos filmes, trailers de filmes, programas de televisão e videogames.

## História
- 1999-2003: Klayton, anteriormente ter usado o nome Celldweller apenas como um apelido de produção ocasional, transformou a entidade em uma banda solo de pleno direito após a separação com Criss Angel em 1999 e antecedido pelo fim do Circle Of Dust e lançou uma edição limitada de cinco canção cantada EP no mesmo ano. O Juros estava alto, com várias músicas de demonstração Celldweller e remixes ganhando notas altas nas paradas na antiga Mp3.com. Uma série de contratempos, incluindo tentativas de encontrar apoio de uma grande gravadora que caiu completamente, fez com que o álbum de estréia homônimo Celldweller ser adiada por dois anos.  Foi lançado de forma independente em 2003 e fez uma série de realizações, como conseguil chegar aos 17 pontos  em Vendas pela Internet Chart da Billboard , ganhando um número de 2004 Folks simplesmente Music Awards, [15] e tendo cada faixa presente no álbum que está sendo licenciado para aparecer em trailers de filmes, programas de televisão ou jogos de computador, um façanha só anteriormente conseguido por Moby e Crystal Method.

Klayton também produziu uma série de canções e álbuns de artistas semelhantes desde o início Celldweller, principalmente aparecendo na AP2, a ressurreição de Argyle Park, em Tooth & Nail Records, em 2000 Klayton escreveu duas músicas para o álbum, enquanto LVL escreveu a maior parte do álbum
- 2007-2008: Em 2008, lançou Celldweller trilha sonora para o Voices in My Head Vol. 01, uma coleção de obras que Klayton sentia eram mais aptos para uso teatral do principal material do álbum.  Algumas dessas faixas já foram licenciados para a mídia, e são esperados volumes adicionais para aparecer no futuro. Klayton tem vindo a trabalhar no segundo álbum Celldweller, Wish Upon a Blackstar, nos últimos quatro ou cinco anos e, recentemente, anunciou a liberação de método, que envolve a publicação do álbum digitalmente em capítulos de duas músicas cada um ao longo do tempo como ele termina as músicas da estúdio.  Esta abordagem é feita sob medida para o "pós-álbum" atmosfera da indústria da música moderna, e paralelos movimentos similares por artistas de alto perfil, como The Smashing Pumpkins.
- 2004-2005: Essa Época Celldweller começou os Shows ao vivo, com Klayton, Dale Van Norman, Kemikal e Cais. Uns dos principais shows foram no DNA Lounge, tanto que ainda existe alguns áudios desse show. Um ano depois Klayton fez uma participação especial com Styles of Beyond, para uma música no Need for Speed: Most Wanted.
- 2011-2013: Depois do lançamento do seu segundo álbum de estúdio o Wish Upon a Blackstar, Celldweller começou uma turnê pelo EUA, Rússia e Japão. Nessa turne o Klayton teve a ajuda do Blue Stahli na guitarra/percussão.
- Após isso Celldweller lança seu primeiro DVD/Blueray, o Live Upon a Blackstar, filmado em 2 shows, o DVD tinha os sucessos de Frozen, Switchback, porem mixadas. Depois do DVD. Klayton seguiu o resto da Turnê sozinho, como DJ e Guitarrista em alguns shows. Klayton também começou seu novo projeto o Scandroid com o Varien, com as musicas "Salvation Code" e "Datastream". Em 2013 Também foram lançado 2 CD de Aniversários, o primeiro deles continha  todas as músicas do primeiro álbum (Celldweller), o segundo continha novas músicas, contava com uma participação especial, e com mixagens do Klayton e do Blue Stahli.
- 2014-Atualmente: Celldweller no inicio de 2014 lançou o Sonix Producer pack: Vol 1. Que contem 785 Áudios Samples no tamanho de 1GB, foi disponibilizado uma Demo gratuita para os fãs baixarem. em Agosto de 2014 Klayton com seu projeto Scandroid lança a musica "Empty Streets". No começo de Setembro Klayton anuncia o seu terceiro álbum de estúdio chamado "End of an Empire - Chapter 1: Time". O álbum começa a vender a versão limitada no dia 16 de setembro, mas antes do seu lançamento, a Fixt disponibilizou as 2 principais faixas do álbum no YouTube, Sendo "End of an Empire" e "Lost in Time", o álbum ainda contem 3 Factions, que são como falas, e sons para climatizar o álbum (É como as faixas chamadas "Cell" no primeiro álbum o Celldweller em 2003) e ainda contem 3 Remix, 2 de End of an Empire e 1 de Lost in Time, agora os fãns aguardam o anuncio dos próximos capítulos.

## Games e Filmes
A banda também é minimamente conhecida por ter a música "Symbiont" inclusa na trilha sonora do game de PlayStation Road Rash: Jailbreak e mais duas no jogo Need for Speed Most Wanted: "Shapeshifter" (que foi feita com a participação especial de Styles of Beyond) e "One Good Reason" (que por sua vez é completamente instrumental). O sucesso da banda vem mais de suas aparições em Pump it Up: Fiesta 2, com a música "Switchback", e por várias outras músicas (incluindo a própria "Switchback") em Pump it Up Pro 2.
Possuem também algumas aparições nos temas dos filmes Bad Boys II,  Cutaway, Homem-Aranha 2, Mulher Gato, Corrida Mortal 3 - Inferno, entre outros, incluindo o programa da MTV Pimp My Ride. Fazem também boa parte da trilha sonora do jogo Dead Rising 2.

## Discografia/Álbuns de estúdio
- 2003: Celldweller
- 2004: The Beta Cessions
- 2008: Soundtrack for the Voices in My Head Vol. 1
- 2010: Soundtrack for the Voices in My Head Vol. 2 (Chapter 01)
- 2012: Wish Upon a Blackstar
- 2014: End of an Empire: Chapter 01: Time
- 2014: End of an Empire: Chapter 02: Love
- 2015: End of an Empire: Chapter 03: Dreams
- 2017: Offworld
- 2022: Satellites

Compilações
- 1996: Sweet Family Music: Stryper Tribute (como Cell Dweller)

EP & Singles
- 1999: "Celldweller"
- 2005: "Shapeshifter"
- 2006: "Tragedy"
- 2006: "Switchback Vinyl"
- 2010: "Kill The Sound"
- 2011: Cellout EP 01
- 2012: Space & Time EP
- 2014: End of an Empire
- 2014: Lost in Time

Remixes de álbuns
- 2005: Frozen/Goodbye Remixes
- 2006: Switchback/Own Little World Remix EP
- 2007: Symbiont Remixes 2001
- 2007: Take it & Break it Vol. 1: Own Little World Remixes (2xLP)
- 2007: Take it & Break it Vol. 2: Frozen Remixes (3xLP)
- 2008: Take it & Break it Vol. 3: Switchback Remixes (3xLP)

## Formação ao Vivo
- Klayton - Vocais, guitarras, teclados, percussão, programação e mixagem

## Ex-integrantes (Ao Vivo)
- Dale Van Norman (2004-2005) - Guitarras, backing vocals, percussão e teclados
- Kemikal (2004-2005) - Baixo, guitarra, percussão, teclado e backing vocals
- Cais (2004-2005) - Bateria e percussão